# Ministerialstyre
Ministerialstyre eller ministerialsystem (modsat kollegialsystem) er en forvaltningsform, hvor en enkeltmand (minister, statsråd eller lignende) havde ansvaret og enebestemmelse inden for sit forvaltningsområde.
Ministerialsystemet blev indført efter enevældets fald, altså ved Martsministeriet i 1848.

## Ekstern henvisning og kilde
- Den nye Salmonsen – kolonne 3039

 Denne artikel bør gennemlæses af en person med fagkendskab for at sikre den faglige korrekthed.

| Forvaltning | Spire Denne artikel om forvaltning er en spire som bør udbygges. Du er velkommen til at hjælpe Wikipedia ved at udvide den. |